# ایساغوجی
ایساغوجی (به یونانی: Εἰσαγωγή) به معنای: "پیشگفتار" که رساله‌ای است نوشته فرفوریوس (درگذشته به ۳۰۴ میلادی) در جای مقدمه باب قاطیغوریاس یا مقولات ارسطو و برای درک بهتر مباحث منطق صوری ارسطو که خود در تاریخ فلسفه اسلامی به کلیات خمس نیز آوازه دارد.

## نسخه‌ها

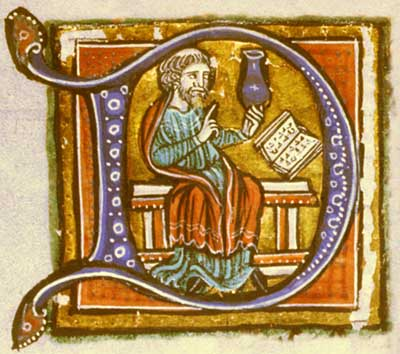
تذهیب از نسخه خطی حنین بن اسحاق عبادی از ایساگوج.

Arabic manuscript of the Isagoge

اولین ترجمه لاتین که اکنون دیگر موجود نیست توسط ماریوس ویکتورینوس در قرن چهارم انجام شد. بوئتیوس در ترجمه خود به شدت بر آن تکیه کرد. اولین ترجمه سریانی شناخته شده در قرن هفتم توسط آتاناسیوس بلد انجام شد. ترجمه ارمنی اولیه این اثر نیز وجود دارد.

نسخه خطی ایساغوجی ۱۸۴۹

این رساله توسط ابهری منطق‌دان قرن هشتم هجری قمری از زبان یونانی به عربی برگردانده‌شد و معروف به شرح ایساغوجی است.